# Serie A1 1956/57
Die Saison 1956/57 war die 23. Spielzeit der Serie A1, der höchsten italienischen Eishockeyspielklasse. Meister wurde zum insgesamt zweiten Mal in der Vereinsgeschichte die SG Cortina.

## Modus
Die sechs Mannschaften absolvierten in der Hauptrunde jeweils zehn Spiele. Der Erstplatzierte der Hauptrunde wurde Meister. Für einen Sieg erhielt jede Mannschaft zwei Punkte, bei einem Unentschieden gab es einen Punkt und bei einer Niederlage null Punkte.

## Hauptrunde
|    | Klub           | Sp | S | U | N  | Tore   | Punkte |
| -- | -------------- | -- | - | - | -- | ------ | ------ |
| 1. | SG Cortina     | 10 | 9 | 0 | 1  | 71:30  | 18     |
| 2. | Milan Inter HC | 10 | 7 | 1 | 2  | 75:36  | 15     |
| 3. | HC Auronzo     | 10 | 5 | 0 | 5  | 53:50  | 10     |
| 4. | HC Torino      | 10 | 4 | 1 | 5  | 64:37  | 9      |
| 5. | HC Bozen       | 10 | 4 | 0 | 6  | 45:44  | 8      |
| 6. | HC Ortisei     | 10 | 0 | 0 | 10 | 12:123 | 0      |

## Meistermannschaft
Luciano Alberti – Elio Alverà – Angelo Bernardi – Alberto Da Rin – Gianfranco Da Rin – Luigi Da Rin – Bruno Frison – Giampaolo Gaspari – Paolo Gaspari – Francesco Macchietto – Giulio Oberhammer – Wilfred Thrasher – Carmine Tucci